# رودني دبليو. مور
رودني دبليو. مور (بالإنجليزية: Rodney W. Moore)‏ هو سياسي أمريكي، ولد في 12 يوليو 1963. حزبياً، نشط في الحزب الديمقراطي. وقد انتخب عضو مجلس نواب كارولينا الشمالية.